# Runk (Beszterce-Naszód megye)
Runk (románul: Runcu Salvei vagy Runc, németül: Runck) falu Romániában, Erdélyben, Beszterce-Naszód megyében.

## Nevének eredete
Neve a román runc 'irtás' szóból való. Először 1547-ben Runck, majd 1642-ben Runkfalva és Runcu, 1689-ben Rung alakban írták.

## Földrajz

### Fekvése, domborzat
Naszódtől 15 kilométerre északnyugatra, a Radnai-havasok délkeleti, a Cibles délnyugati lábánál fekszik.

## Története
Naszód vidékéhez, 1876-ban Beszterce-Naszód vármegyéhez tartozott. 1948-ban Szálva községhez csatolták. 2002-ben helyi népszavazást tartottak a kiválásról, amelyet a voksolók 95%-a támogatott. Ennek értelmében 2005-ben önálló községgé alakult.
Lakói hagyományosan juhtenyésztésből éltek, amellett faedényeket és kolompokat állítottak elő. Az egyetlen hely a megyében, ahol még a 2000-es években is készítettek bocskort.

## Népesség

### A népességszám változása
Népességének korai összeírásai ellentmondásosak, alighanem azért, mert néha csupán a faluközpontot, néha pedig a teljes szórt települést vették számba. 1641-ben 43, 1698-ban hat, 1713-ban 19, 1721-ben 37, 1733-ban 73 családdal írták össze. Népessége modern népszámlálások megkezdése óta 1966-ig nőtt, azóta csökken.

### Etnikai és vallási megoszlás
- 1850-ben 767 lakosából 766 volt román nemzetiségű; 763 görögkatolikus vallású.
- 2002-ben 1430 román nemzetiségű lakosából 1346 volt ortodox, 39 pünkösdi és 37 görögkatolikus vallású.

## Látnivalók
- Ortodox (eredetileg görögkatolikus) fatemploma 1757-ben épült. A Zaharia Apitis által 1760 körül készített belső festéséből csak az apszisban maradtak részletek. 1784-ben az apszist Vasile Hojdea, a hajót és a pronaoszt pedig ismeretlen mester festette újra. Latin feliratú harangját 1597-ben öntötték.

## Híres emberek
- Itt született 1961-ben Ioan Pintea költő.